# Timofei Alexandrowitsch Kuljabin

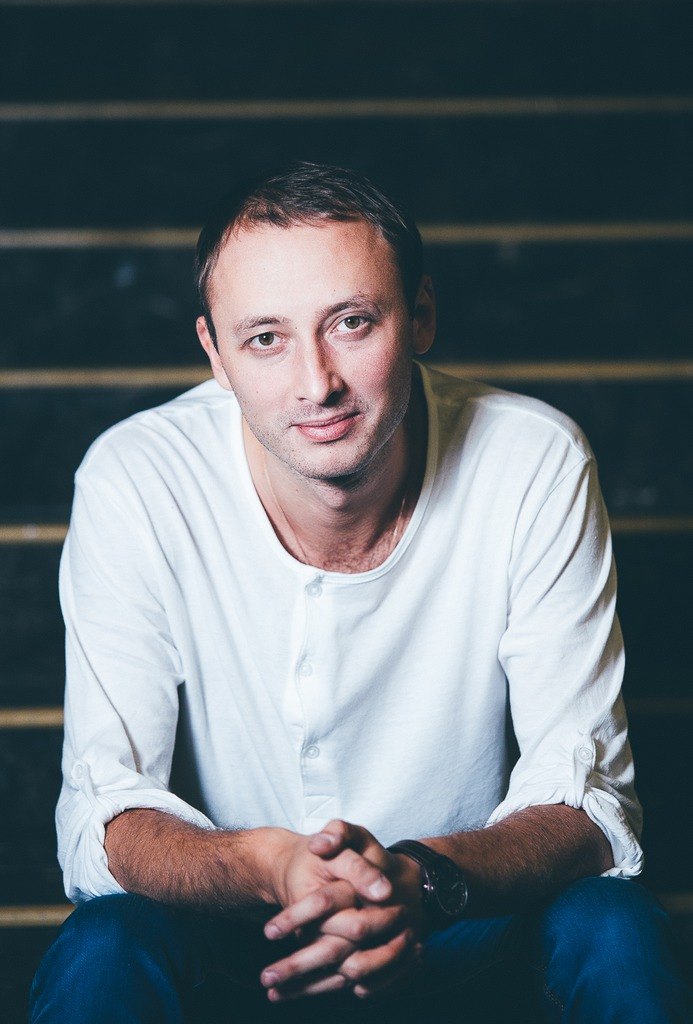
Timofei Alexandrowitsch Kuljabin

Timofei Alexandrowitsch Kuljabin (russisch Тимофей Александрович Кулябин; * 10. Oktober 1984 in Ischewsk, Sowjetunion) ist ein russischer Schauspiel- und Opern-Regisseur.

## Leben
Kuljabin wuchs zunächst in Ischewsk auf, im Alter von 13 Jahren zog die Familie nach Nowosibirsk. Sein Vater war in Ischewsk Theateragent und in Nowosibirsk lange Zeit Direktor des Theaters Rote Fackel, an dem sein Sohn 2015 Chefregisseur wurde.

## Werk
Timofei Kuljabin ist einer der prominentesten jungen Theaterregisseure in Russland. Nach seinem Abschluss an der Russischen Akademie für Theaterkunst (bei Oleg Kudrjaschow) im Jahr 2007 arbeitete er erfolgreich an russischen und ausländischen Theatern, mit (bis März 2015) 15 Schauspiel- und zwei Operninszenierungen. Kritiker stellten seine Fähigkeit heraus, sowohl in großen als auch in Kammer-Formaten konsequente und originelle Konzepte zu entwickeln. Seine Inszenierungen klassischer Stücke und Opern haben eine große Resonanz in professionellen wie in Laien-Theaterkreisen gefunden. Sein Onegin am Theater Rote Fackel in Nowosibirsk, wo er auch als künstlerischer Leiter fungierte, wurde mit dem Spezialpreis des Russischen Festivals für Darstellende Künste und dem nationalen Theaterpreis Goldene Maske ausgezeichnet. Seine Inszenierung von Wagners Oper Tannhäuser am Opern- und Balletttheater Nowosibirsk kam am 20. Dezember 2014 heraus und fand großen Beifall bei der Kritik. Nach seiner Onegin-Produktion und der Aufführung #Shakespearesonette am Moskauer Theater der Nationen wurde er eingeladen, am Moskauer Bolschoi-Theater im April 2016 Donizettis Don Pasquale zu inszenieren.
Wegen seiner Tannhäuser-Inszenierung, in deren Venusberg-Szene Tannhäuser als Jesus Christus dargestellt wurde, wurde der Opernintendant des Nowosibirsker Theaters, Boris Mesdritsch, im März 2015 entlassen.
Kuljabins Inszenierung der Drei Schwestern von Tschechow war eine viereinhalbstündige Aufführung ohne Worte und tourte seit ihrer Premiere im Oktober 2015 in Russland durch die Welt.
Zu Beginn des russischen Angriffskrieges auf die Ukraine 2022 verließ Kuljabin – nach einem kritischen Statement seines Teams zum Krieg – Russland. Ab April wurden seine Inszenierungen am Bolschoi-Theater ausgesetzt, im Dezember verlor sein Vater seine Direktorenstelle in Nowosibirsk, welche er für 23 Jahre innegehabt hatte.

## Inszenierungen (Auswahl)
- 2006 Newski-Prospekt nach Nikolai Gogol (Akademisches Schauspieltheater, Omsk)
- 2007 Pique Dame nach Alexander Puschkin (Theater Rote Fackel, Nowosibirsk)
- 2008 Macbeth von William Shakespeare (Theater Rote Fackel, Nowosibirsk)
- 2009 Fürst Igor von Alexander Borodin (Opern- und Balletttheater Nowosibirsk)
- 2009 Die Maskerade von Michail Lermontow (Theater Rote Fackel, Nowosibirsk)
- 2010 Carmen nach Prosper Mérimée (Wolkow-Theater, Jaroslawl)
- 2012 Onegin nach Alexander Puschkin (Theater Rote Fackel, Nowosibirsk)
- 2012 Hedda Gabler von Henrik Ibsen (Theater Rote Fackel, Nowosibirsk)
- 2013 Elektra von Euripides (Theater der Nationen, Moskau)
- 2013 #Shakespearesonnets (Theater der Nationen, Moskau)
- 2014 Tannhäuser von Richard Wagner (Opern- und Balletttheater Nowosibirsk)
- 2018 Am Kältepol – Erzählungen aus dem Gulag, nach Erzählungen aus Kolyma von Warlam Tichonowitsch Schalamow (Cuvilliés-Theater, München)[7][8][9]
- 2025 In the Solitude of Cotton Fields von Bernard-Marie Koltès; Darsteller: John Malkovich und Ingeborga Dapkūnaitė (u.a Admiralspalast Berlin und Divadlo Hybernia Prag im Juni 2025)

## Preise und Auszeichnungen
Pique Dame nach Alexander Puschkin:
- Theaterfestspiele „Spielzeit an der Wolga,“ Samara: Preis für die beste Regie, 2007
- Theaterfestival „Paradies“ (unter Schirmherrschaft des Verbands der Theaterschaffenden): Preis für die beste Regie, 2007
- Preis des Gouverneurs der Region Nowosibirsk „für die zeitgemäße Interpretation der russischen Klassik“, 2007

Macbeth von William Shakespeare:
- Theaterfestival „Paradies“ (unter Schirmherrschaft des Verbands der Theaterschaffenden): Preis für die beste Regie, 2009

Elektra nach Euripides:
- Preis der Tageszeitung Moskovski Komsomolets in der Kategorie Bestes Kammerspiel, 2013

Onegin nach Alexander Puschkin:
- Nationaler Theaterpreis „Die Goldene Maske“, Sonderpreis der Jury, 2013.

KILL nach Kabale und Liebe von Schiller:
- Preis des Theaterfestivals „Der neue Sibirische Transit“, Beste Inszenierung, 2014.

Tannhäuser:
- Inszenierung des Jahres, Preis der Fachzeitschrift Muzikalnoje obozrenie (‚Musikrevue‘), 2015

Sonstige Auszeichnungen:
- „Person des Jahres“ der Stadt Nowosibirsk in der Kategorie Kunst und Kultur, 2010.

## Trailer & Teaser
- Macbeth, trailer auf YouTube
- Masquerade, trailer auf YouTube
- No Words, trailer auf YouTube
- Der Mantel. DRESS CODE,trailer auf YouTube
- Onegin, trailer auf YouTube
- Electra, trailer auf YouTube
- Kill, trailer auf YouTube
- #Shakespearesonnets, trailer auf YouTube
- Tannhäuser, trailer auf YouTube
- The rehearsals for “Don Pasquale” opera started auf YouTube
- "Don Pasquale" opera premiere auf YouTube